# Азійська напівдовгошерста кішка
Азійська напівдовгошерста, також знана як тифані (англ. Tiffani, TIF) — порода кішок, напівдовгошерстий варіант бурми.

## Історія
Порода виведена штучно, при схрещуванні бурми й перських шиншил. У результаті з'явилися напівдовгошерсті тварини, що мають забарвлення, характерне для бурми. Порода наприкінці 70-х років XX ст. була попередньо зареєстрована в GCCF. У 1997 році одержала попередню реєстрацію в FIFE як Азійська довгошерста. Тифані популярні в Британії, Австралії і Південній Африці. Однак чисельність їх ще невелика.

## Зовнішній вигляд
Кішка породи тифані — це міцна, кремезна тварина, важка для своїх розмірів. Це кішка неєвропейського типу. Тіло недовге, міцне. Кінцівки міцні, короткі. Лапи витончені.
Голова округла. Ніс прямий. Очі великі, виразні.
Шерсть середньої довжини, тонка, шовковиста, з підшерстям. На шиї та верхній частині грудей утворює комір, на задніх кінцівках — «штани». Хвіст вкритий густою довгою шерстю.

### Забарвлення
Характерні всі забарвлення бурми.